# Liste der denkmalgeschützten Objekte in St. Georgen am Reith
Die Liste der denkmalgeschützten Objekte in St. Georgen am Reith enthält die 4 denkmalgeschützten, unbeweglichen Objekte der Gemeinde St. Georgen am Reith im niederösterreichischen Bezirk Amstetten.

## Denkmäler
| Foto |                 | Denkmal                                                      | Standort                                                  | Beschreibung | Metadaten |
| ---- | --------------- | ------------------------------------------------------------ | --------------------------------------------------------- | --- | --- |
| ja   | Datei hochladen | Aufnahmsgebäude Kogelsbach HERIS-ID: 31327 Objekt-ID: 28269  | Kogelsbach 8 Standort KG: Kogelsbach                      | Erbaut 1896, Bahnhof Kogelsbach der Ybbstalbahn. | BDA-Hist.: Q37941669 Status: Bescheid Stand der BDA-Liste: 2025-06-30 Name: Aufnahmsgebäude Kogelsbach GstNr.: 487/2 Bahnhof Kogelsbach                    |
| ja   | Datei hochladen | Pfarrhof und Salettl HERIS-ID: 50622 Objekt-ID: 55757        | St. Georgen am Reith 42 Standort KG: St. Georgen am Reith | | BDA-Hist.: Q38041264 Status: § 2a Stand der BDA-Liste: 2025-06-30 Name: Pfarrhof und Salettl GstNr.: 396                                                   |
| ja   | Datei hochladen | Kath. Pfarrkirche hl. Georg HERIS-ID: 31324 Objekt-ID: 28266 | Standort KG: St. Georgen am Reith                         | Ein Sakralbauwerk aus dem Anfang des 16. Jahrhunderts bei dem barocke Zu- und Umbauten 1683 und 1780 erfolgten und das 1901 regotisiert wurde. Der Hochaltar wurde um 1900 aufgestellt und die Orgel, ein Werk von Leopold Breinbauer, 1912. | BDA-Hist.: Q37941648 Status: § 2a Stand der BDA-Liste: 2025-06-30 Name: Kath. Pfarrkirche hl. Georg GstNr.: 716 Saint George Church (St. Georgen am Reith) |
| ja   | Datei hochladen | Friedhof christlich HERIS-ID: 31325 Objekt-ID: 28267         | Standort KG: St. Georgen am Reith                         | Am Friedhof, um die Kirche herum, befinden sich zahlreiche fein gearbeitete Schmiedeeisenkreuze sowie auf der Höhe des Südportals eine Vorhalle mit einem eingemauerten Wappenstein, der mit 1530 datiert ist.                               | BDA-Hist.: Q37941658 Status: § 2a Stand der BDA-Liste: 2025-06-30 Name: Friedhof christlich GstNr.: 716                                                    |

## Ehemalige Denkmäler
| Foto |                 | Denkmal                                                 | Standort                                                  | Beschreibung | Metadaten |
| ---- | --------------- | ------------------------------------------------------- | --------------------------------------------------------- | --- | --- |
| ja   | Datei hochladen | Reithbachgut, Hammerherrenhaus Objekt-ID: 28268bis 2014 | St. Georgen am Reith 29 Standort KG: St. Georgen am Reith | Ein in Hanglage errichtetes, zweigeschoßiges Herrenhaus aus dem 17./18./19. Jahrhundert, das im Kern spätgotisch ist. Bestand gefährdet. | BDA-Hist.: Q106658264 Status: Bescheid Stand der BDA-Liste: 2014-06-27 Name: Reithbachgut, Hammerherrenhaus GstNr.: .35 |